# Guglielmo Meardi
Guglielmo Meardi (Bastida de' Dossi, 13 dicembre 1902 – Milano, 26 luglio 1993) è stato un ingegnere italiano.

## Carriera universitaria
Laureato al Politecnico di Milano nel 1927, alla scuola di Arturo Danusso, dopo la specializzazione in Elettrotecnica e in Idraulica agraria, alternò l'attività professionale da ingegnere geotecnico con l'insegnamento, prima come docente negli istituti tecnici, poi, dal 1961 al 1973 come professore di Meccanica delle terre al Politecnico di Milano, dove è stato anche responsabile del Laboratorio di Geotecnica dell'Istituto di Scienza delle costruzioni.
Fu autore di un manuale per “Fondazioni su pali”.

## Opere e progetti
In questo settore ha subito acquisito una competenza riconosciutegli anche a livello internazionale, comprovata dall'impiego del penetrometro dinamico continuo di Terzaghi, che Meardi modificò e brevettò per farne uno dei più efficienti strumenti di indagine sul terreno. Sua è una quantità di studi, progetti e calcoli di fondazioni, eseguiti per l'ANAS, l'Agip, la Rodio, la Lodigiani, la Sacop, la Consonda, che hanno trovato concreti campi di applicazione per gallerie, ponti e viadotti. Ne sono esempi, nel settore autostrade, gli interventi per le fondazioni dell'autostrada Milano-Genova, della Genova-Ventimiglia, dell'Autobrennero; e inoltre, per tutte le fondazioni della linea M1 della Metropolitana di Milano, le fondazioni dell'Autosilo di Piazza Diaz a Milano, le progettazioni per i grattacieli Alitalia a Roma Eur e Pirelli a Milano, per parte delle fondazioni del Passante ferroviario di Milano, nonché per quelle dell'Università della Calabria, la fattibilità del ponte sullo stretto di Messina, il consolidamento degli argini dello scolmatore di piena dell'Arno, gli interventi per le dighe di San Giacomo e di Cancano e le centrali idroelettriche del Fraele e di Valle di Lei; per le centrali nucleari di Ispra, Trino Vercellese, La Spezia, Vado Ligure e Venezia, e i lavori compiuti all'estero per le dighe in terra a Patrasso, per tralicci delle telecomunicazioni in Nigeria e in Cina, per i palazzi ministeriali di Rawalpindi e per una torre di raffreddamento in Pakistan.
Come componente della Commissione per il Duomo di Milano, determinante è stata l'opera di Meardi per il consolidamento delle fondazioni dei grandi pilastri del tiburio che sorregge la Madonnina. 
Negli anni ‘70 realizzò un progetto, poi non realizzato, per il consolidamento geotecnico della Torre di Pisa.

## Onorificenze
Fra i premi e i riconoscimenti di cui Meardi è stato insignito, va citata la medaglia d'oro come cittadino benemerito di Milano.

## Opere principali
- Guglielmo Meardi, La meccanica delle terre e le sue applicazioni alle fondazioni. Concetti fondamentali e prove sperimentali, in “Atti del Collegio degli Ingegneri di Milano”, 1958, n. 9-10.
- Guglielmo Meardi, Consolidamento di argille molli. L'esecuzione dello scavo e per la fondazione di un profondo sifone triplo, in “Geotecnica. Organo Ufficiale dell'Associazione Geotecnica Italiana”, 1959, n. 3.
- Guglielmo Meardi, Fondazioni su Pali, Facoltà di Ingegneria del Politecnico di Milano/Istituto di Scienza e tecnica delle costruzioni, IV ed. Clup, 197.
- Guglielmo Meardi, I muri di sostegno e di controripa, in “Vie e Trasporti. La Rivista della Strada”, 1981, n. 301.